# 夏园 (圣彼得堡)

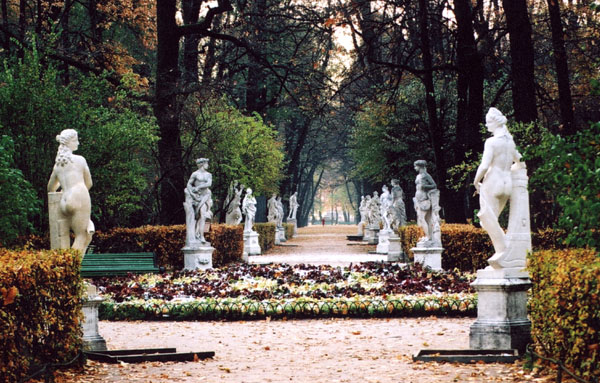
夏园

夏园（俄语：Ле́тний сад）位于圣彼得堡一个由丰坦卡河、莫伊卡河和天鹅运河环绕的岛上，与毗邻的彼得大帝夏宫同名。夏园是圣彼得堡最浪漫和令人回味的地方之一。
此公元最初由彼得大帝设想于1704年，由外国园林规划者兴建于1712年和1725年之间，为彼得巴洛克式的法式园林。三年后，步道两侧排列了数百尊威尼斯雕塑家的大理石雕塑。在20世纪后期，90尊幸存的雕像被移到室内，在公园摆放现代的复制品。
普希金亦选择夏园作为虚构人物叶甫盖尼·奥涅金童年散步的地点。 